# Južni ngwi jezici
Južni ngwi jezici, jedna od četiri podskupine ngwi jezika, šire burmanske skupine, raširenih u Burmi i Kini. Dijelom obuhvaća samo neke jezike južne lolo skupine, njih 10 među kojima su predstavnici nekadašnjih podskupina bi-ka (biyo [byo] i kaduo [ktp]), ha-ya (akha [ahk] i hani [hni]) i hao-bai (honi [how]). 
Ostali predstavnici su: bisu [bzi] koji je prije bio klasificiran u phunoi jezike; Novopriznati jezici: chepya [ycp] (2008), laomian [lwm] (2008), muda [ymd] (2008) i sangkong [sgk] (2007).